# 圣布里斯德朗代勒
圣布里斯德朗代勒（法語：Saint-Brice-de-Landelles，法語發音：[sɛ̃ bʁis də lɑ̃dɛl]）是法国芒什省的一个市镇，属于阿夫朗什区。

## 地理
圣布里斯德朗代勒（48°32'1"N, 1°9'9"W）面积14.77 平方千米，位于法国诺曼底大区芒什省，该省份为法国西北部沿海省份，西、北、东北三面环大西洋，东起顺时针与卡爾瓦多斯省、奧恩省、马耶讷省和伊勒-维莱讷省接壤。
与圣布里斯德朗代勒接壤的市镇（或旧市镇、城区）包括：卢维涅迪代塞尔、蒙托、莱洛日马尔希、圣伊莱尔迪阿库埃。

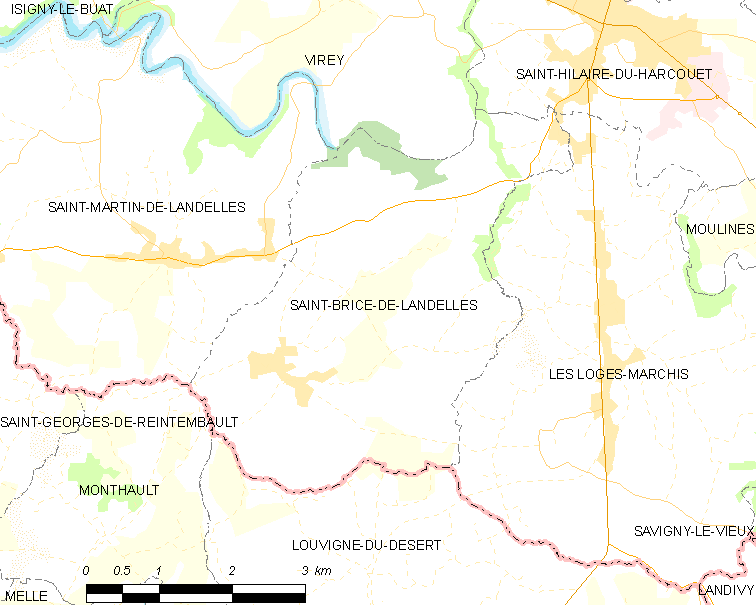
圣布里斯德朗代勒的OSM定位图

圣布里斯德朗代勒的时区为UTC+01:00、UTC+02:00（夏令时）。

## 行政
圣布里斯德朗代勒的邮政编码为50730，INSEE市镇编码为50452。

## 政治
圣布里斯德朗代勒所属的省级选区为圣伊莱尔迪阿库埃县。

## 人口

1962-2008年间圣布里斯德朗代勒人口变化图示

圣布里斯德朗代勒于2022年1月1日时的人口数量为651人。